# Nenjiang Nongchang (bondby i Kina, Heilongjiang Sheng, lat 49,14, long 125,62)
Nenjiang Nongchang (kinesiska: 嫩江农场) är en bondby i Kina. Den ligger i provinsen Heilongjiang, i den nordöstra delen av landet, omkring 380 kilometer norr om provinshuvudstaden Harbin. Antalet invånare är 9 491. Befolkningen består av 4 678 kvinnor och 4 813 män. Barn under 15 år utgör 11,0 %, vuxna 15-64 år 78 %, och äldre över 65 år 9,0 %.
Runt Nenjiang Nongchang är det ganska glesbefolkat, med 34 invånare per kvadratkilometer. Närmaste större samhälle är Keluo, 17,0 km nordost om Nenjiang Nongchang. Trakten runt Nenjiang Nongchang består till största delen av jordbruksmark.
Genomsnittlig årsnederbörd är 870 millimeter. Den regnigaste månaden är juli, med i genomsnitt 225 mm nederbörd, och den torraste är februari, med 13 mm nederbörd.